# ルノー・クラノス
ルノー・クラノス(Reanult Kouranos)とは、ベネリからOEM供給を受けてルノー・スポールが発売していた軽二輪スクータータイプのオートバイである。

## 概要
クラノスは2002年に発売されたオートバイである。ベネリとOEM提携を結んだルノーから発売されていた4車種の一つ。販売管理はルノー・スポールが行っていた。2003年にルノーがスクーターから撤退するまで開発され続け、125、250が発売された。

## モデル一覧

### クラノス125
2002年にルノー・スポールより発売された。日本においても一部販売されたが、現在はオークションや中古車販売店に一部残るのみである。

### クラノス250
2003年にルノー・スポールから発売された。日本でも販売されたが、現在はオークションや中古車販売店に一部残るのみである。

## 関連車種
その他のOEM
- ルノー・スペシメン
- ルノー・キャンパス
- ルノー・フルタイム